# Bomolocha telamonalis
Bomolocha telamonalis là một loài bướm đêm trong họ Noctuidae.